# Carinatae
A madárrendszertan szerint a Carinatae vagy tarajos mellcsontúak a madarak és kihalt rokonaik közül azoknak a csoportja, melyek rendelkeznek a mellcsonton hosszanti irányban végigfutó csonttaréjjal (carina), melyről az erőteljes repülőizmok erednek.

## Osztályozás

### Definíció
Hagyományosan a Carinatae csoportba azokat a madarakat sorolták, melyek mellcsontján erős taraj fut végig, hogy elősegítse a repüléshez szükséges izmok tapadását. Ezért az összes röpképes madárnak jelentős mellcsonti taraja van. Ezzel ellentétben a röpképtelen Ratitae csoport nem rendelkezik erőteljes tarajjal. Így a jelenkori madarak feloszthatók a tarajos mellcsontúakra (Carinatae) és a taraj nélküli mellcsontúakra (Ratitae). Ennek az elgondolásnak a filogenetikus rendszertan alapján az a hibája, hogy egyes röpképtelen, erős mellcsonti tarajjal nem rendelkező madárfajok röpképes, erős tarajjal rendelkező fajokból származnak. Ilyen például a papagájok közé tartozó kakapó vagy a galambalakúak közé sorolt dodó – ezek egyike sem tartozik a Ratitae csoportba. Így tehát ez a látszólag hasznos megkülönböztető jelleg valójában nem alkalmas a leszármazási kapcsolatok megállapítására.
Az 1980-as évektől a Carinatae különböző rendszertani definíciókat kapott. Az első az Ichthyornis-t a modern madarakkal egyesítő csomópont-alapú klád volt. Számos analízis szerint azonban ez a klád szinonim lenne az elterjedten használt Ornithurae névvel. Egy 2001-es definícióban apomorfia-alapon próbálták meghatározni a kládot a mellcsonti taraj jelenléte alapján.
A legprimitívebb ismert madárrokon, ami rendelkezett mellcsonti tarajjal a Confuciusornis volt. Ennek egyes példányai lapos mellcsonttal rendelkeztek, de néhány egyed mellcsontján már megtalálható az a kis vonulat, ami egy porcos taraj alapjául szolgálhatna.

## Fordítás
- Ez a szócikk részben vagy egészben a Carinatae című angol Wikipédia-szócikk ezen változatának fordításán alapul.  Az eredeti cikk szerkesztőit annak laptörténete sorolja fel. Ez a jelzés csupán a megfogalmazás eredetét és a szerzői jogokat jelzi, nem szolgál a cikkben szereplő információk forrásmegjelöléseként.